# Jorge Mariné
Jorge Mariné Tares (Vinyols i els Arcs, 24 de setembro de 1941 – Cambrils, 22 de fevereiro de 2025) foi um ciclista espanhol que competiu na estrada individual nos Jogos Olímpicos de 1964, em Tóquio. Era ativo profissionalmente entre 1966 e 1970.

## Morte
Mariné morreu no dia 22 de fevereiro de 2025, aos 83 anos.